# 19450 Sussman
19450 Sussman è un asteroide della fascia principale. Scoperto nel 1998, presenta un'orbita caratterizzata da un semiasse maggiore pari a 2,3927376 au e da un'eccentricità di 0,0537976, inclinata di 5,67229° rispetto all'eclittica.
L'asteroide è dedicato allo studente statunitense Gene Everett Sussman.